# Франческо Боромини
Франчèско Боромѝни (на италиански: Francesco Borromini), роден като Франчèско Кастèли (Francesco Castelli, * 27 септември 1599, Бисоне; † 2 август 1667, Рим), е италиански бароков архитект произхождащ от днешния швейцарски кантон Тичино. Работещ предимно в Рим, той е един от най-големите представители на бароковата архитектура.

## Биография

### Произход и ранни години
Франческо Кастели е роден на 27 септември 1599 г. в Бисоне – село, принадлежащо по това време към бейливика на Лугано, разположено в днешния кантон Тичино. Той е най-големият от четири деца. Не се знае много за баща му Джовани Доменико, който е скромен архитект или майстор строител в служба на Висконти в Милано. Майка му Анастасия Гарове произхожда от богато семейство, занимаващо се със строителство, и е далечна роднина на Доменико Фонтана, смятан за най-престижният архитект в западния свят по това време.
Първоначалното фамилно име на Франческо не е „Боромини“, а „Кастели“. Той започва обичайно да се подписва като „Боромини“ от 1628 г., за да се разграничи от различните римски строителни работници, които наричат себе си „Кастели“. Във всеки случай „Боромини“ е фамилно име, което вече принадлежи на семейството: Джовани Пиетро Брумино е младоженецът във втория брак на баба на бъдещия архитект, а баща му често е наричан „Брумино“, може би поради връзката му със семейство Висконти. Прозвището на Боромини може да има различен произход в смисъл, че е „... вдъхновен от голямата преданост, която той, ломбардиец, отдава на най-великия от ломбардските светци на своето време – Карло Боромео.“
Следвайки пътя на каменоделците, идващи от района на езерото Лугано, 9-годишният Кастели е изпратен от баща си да чиракува в Милано през 1608 г. Там младият Франческо научава „изкуството на каменната резба“, по думите на биографа Филипо Балдинучи. Освен това като резбар на мрамор работи на множество строителни обекти в Милано, включително колосалния обект на Миланската катедрала. Благодарение на скромната си професия на каменоделец Кастели успява да усъвършенства ръцете си в използването на длетото и да развие солидни технически умения. Освен това опитът в строежа на катедралата има трайно влияние върху бъдещите му архитектурни творения.

### Пристигането в Рим и първите творби

#### Чиракуване при Леоне Гарове
Кастели, който се чувства потиснат сред миланските работници, скоро решава да отиде в Рим, където пристига като поклонник. Намирайки убежище в манастирите, той изминава цялото пътуване пеша, като спира в Равена, за да се полюбува на базиликата „Сан Витале“, и в тосканския квартал Монтесиепи, където посещава абатството „Сан Галгано“.
Пристигайки в града през 1619 г., Боромини (както вече се нарича Кастели) е гост и сътрудник на близък негов роднина по майчина линия – Леоне Гарове, жител на Виколо дел Аниело (днешен „Виколо Орбители“) близо до енорийската църква „Сан Джовани дей Фиорентини“. Гарове, който вече е активен като майстор каменоделец в Милано, се радва на известна известност в града, която се увеличава след връзката му с известния архитект Карло Мадерно, придобита чрез женитба за племенницата му Чечилия през 1610 г. Чиракуването при Гарове обаче е кратко, когато последният умира на 12 август 1620 г. след падане от скелето на базиликата „Свети Петър“. 

#### Сътрудничеството с Карло Мадерно и Лоренцо Бернини
След като приключва първото си чиракуване толкова внезапно, Боромини започва да си сътрудничи с Карло Мадерно, когото среща благодарение на застъпничеството на Гарове. Мадерно – един от най-големите архитекти в Рим на папа Павел V, не може да не се възхищава на неуморността на този млад свой сънародник и далечен роднина, и на техническото му майсторство, с което създава своите архитектурни чертежи. В резиденцията на Мадерно Боромини създава Съдружие за мраморно изкуство заедно с двама други майстори каменоделци от епархията на Комо, поемайки активите на наскоро починалия си чичо за 155 франка. Няма документация за каквато и да е дейност на тази компания, но знаем, че тя е от жизненоважно значение за Боромини, който от майстор по този начин става майстор строител.
Сред различните епизоди от фазата с Мадерни е важен строежът на базиликата „Сант Андреа дела Вале“, на Двореца „Барберини“, където той също работи заедно с Джовани Лоренцо Бернини – творец, само с една година по-възрастен от него, но вече известен; тук Боромини създава витата стълба, вратите на залата и някои прозорци.
След смъртта на Мадерно през 1629 г. Боромини продължава кариерата си като архитект заедно с Бернини, който междувременно поема управлението на строежа на „Свети Петър“ във Ватикана. Първоначалната хармония между Бернини и Боромини еволюира в изключително трудна и противоречива връзка; разгорещеното съперничество между двамата, което често води до легенди, се дължи от една страна на забележителните различия в характерите, а от друга на приоритетната роля, поета от Бернини, също и по отношение на възнаграждението. От художествена гледна точка обаче сътрудничеството с Бернини е много плодотворно: от това партньорство се ражда балдахинът на Свети Петър, където участието на Боромини е очевидно в увенчаването на въздушния киворий с волути с гръб на делфин.

### Успех

#### Църква „Сан Карло але Куатро фонтане“
По предложение на Бернини, който може би с този акт на добронамереност възнамерява да се отърве от своя помощник, на 25 септември 1632 г. Боромини получава номинацията с папска бележка в Studium Urbis, като най-накрая става архитект в Сапиенца. В новата си роля на архитект (и вече не на майстор-строител) Боромини най-накрая успява да посвети своя професионален успех, освободен от ограниченията на зависимостта от ранните си дни. През 1634 г. той получава независима поръчка за първи път, когато испанските боси тринитарианци му поверяват дизайна на църквата “Сан Карло але Куатро Фонтане“ и съседния манастир.
Боромини е активен на строежа на църквата от 1634 до 1641 г. В тази „първа творба“ - определение, което самият той използва, той има възможността да изрази своята артистична индивидуалност, изразявайки я в особености, които след това ще бъдат отразени във всички негови бъдещи архитектурни творби. Значими са използването на белия цвят, който внушава интимно усещане за съзерцание („белотата на Паладио, изключително благодарна на Бога") и възприемането на един подчертан архитектурен динамизъм.
Боромини също изпълнява галерия от колони в Двореца „Спада“ през 1653 г., която със специални перспективни устройства симулира дълбочина, много по-голяма от реалната.

#### Църква „Сант Иво ала Сапиенца“
Междувременно наред с многобройните си по-малки проекти Боромини се посвещава на украсата на параклиса „Св. Троица“ в църквата „Санта Лучия ин Селчи“ (1638 – 1639), където има ясни препратки къмМадерни, както и на оратория „Сан Филипо Нери“, където попада под ударите на Филипинците – подчертано традиционалистки орден, който се оказва особено враждебен към неговия новаторски дух.
През 1642 г., при папа Урбан VIII, Боромини ръководи изграждането на църквата „Сант'Иво ала Сапиенца“, всеобщо призната като неговия шедьовър. Тук той трябва да се справя със силни физически ограничения поради съществуващия правоъгълен двор с портик, се озовава да работи в много малко пространство. Не искайки да възприеме традиционните методи за проектиране, Боромини започва смели експерименти, създавайки шестоъгълен дизайн с клетки, подредени във формата на кошер; това "звездно растение" може би е предназначено да бъде препратка към пчелата на Барберини – символ на Урбан VIII. Дързостта на архитекта е още по-явна в купола, разделен на сегменти, който завършва с много оригинален спираловиден фенер. Възприемането на спиралната структура, в допълнение към скриването на библейски и мъдростни значения, придава на структурата структурен и динамичен характер и ускорява вертикалната инерция на купола.

#### Работа при папа Инокентий X
След смъртта на Урбан VIII Барберини изпада в немилост и папският престол е зает от Инокентий X, роден като Джовани Батиста Памфили. Новият папа възнамерява да прочисти Рим от все още много силната власт на Барберини, също и от артистична гледна точка. Поради тази причина той решава да облагодетелства Боромини, в ущърб на Бернини, който преживява забележим спад в поръчките през първите години от неговия понтификат, също и поради скандала с камбанариите на „Св. Петър“.
За Боромини това са години, изпълнени с артистичен плам, който никога не спира. Сред различните папски поръчки от този период той проектира малка селска къща за вилата „Сан Панкрацио“, сграда в съседство с църквата „Санта Мария ин Валичела“, дворец и фонтан на Пиаца Навона (непостроен) и обновяването на древната базиликата „Сан Джовани ин Латерано“, която е в несигурни консервационни условия и която е предназначена да възстанови древния си блясък по случай юбилейната 1650 година. Освен това, от 1646 г. през следващите двадесет години Боромини се намесва в двореца „Пропаганда Фиде“, където разрушава съществуващите преди това сгради на Бернини и издига Параклиса на Тримата влъхви, както и създава фасада, считана за една от най-великите негови и барокови творби в Рим.
През 1652 г. Боромини поема длъжността на архитект на църквата „Сант Аниезе ин Агоне“, дотогава под ръководството на Джироламо и Карло Райналди. Той планира премахването на първоначално планирания вестибюл и по този начин получава вдлъбната фасада, така че да даде по-голям тласък на купол, който вместо да бъде статичен (както се предвижда от Райналди), е силно вертикализиран.

### Професионална изолация и смърт
Възкачването на трона на папа Александър VII през 1655 г. бележи професионалния упадък на Боромини, който неумолимо изпада в дълбока психологическа криза, която се влошава в светлината на новия възход на Джовани Лоренцо Бернини, който отново става любимият архитект на папския двор. През лятото на 1667 г. здравето му, вече разстроено от жестоки нервни и депресивни разстройства, се влошава поради повтарящи се треска и хронично безсъние. Вечерта на 1 август, според свидетелството на писателя на дневници Картари Фебеи творецът е още по-екстравагантен и плачлив, тъй като „изпаднал в продължение на няколко дни в пълно хипохондрично настроение, с меч, опрял дръжката си на земята и с върха към собственото си тяло, се самоуби.“ Боромини, когато слугата му не се подчинявана заповедта му да запали лампата, за да пише, е обхванат от страшен пристъп на гняв и се прониза смъртоносно с меч. Той не умира веднага, а в 10 часа сутринта. По този начин Боромини има време да обясни причините за лудия си жест, да продиктува завещанието си и да нареди да бъде погребан в същата гробница (Параклис „Фалкониери“) като любимия му Карло Мадерно – в църквата „Сан Джовани дей Фиорентини“.

## Боромини като човек
Неговият биограф Филипо Балдинучи свидетелства, че Франческо Боромини е бил „човек с голяма и красива външност, с големи и здрави крайници, със силна душа и с възвишени и благородни концепции. Хранеше се трезво и живееше целомъдрено. Той високо ценеше изкуството си, за което почти не прощаваше.“ Той пази творбите си с щателна грижа, така че „никога не беше възможно той да бъде го накараш да рисува в конкуренция с друг художник. Той казваше, че рисунките са негови собствени деца и не иска те да просят за похвала по целия свят, с риск да я нямат, както понякога виждаше да се случва с тези на другите.“ Той е толкова ревнив към творбите си, че преди да умре, изгаря всичките си рисунки, така че враговете му да не могат да ги присвоят.
Във всеки случай Боромини има неспокоен, срамежлив, почти сенчест характер: през цялата си кариера е преследван от сянката на Бернини, която отслабва само с възкачването на престола на Инокентий X. Приживе Боромини има много приятели и съветници, включително емилианския аристократ Вирджилио Спада, папа Инокентий X (който е негов покровител) и вторият маркиз на Кастело Родфриго Мануел де Мура Корте Реал, комуто посвещава книгата си Opus architectonicum. Въпреки товакъм повечето той показа „срамежлива и мрачна душа, вкопчена в границите на горяща вътрешност". Балдинучи също ни предоставя много подробен портрет на характера му: „Той страдаше много от меланхолично настроение или, както казваха някои от неговите хора, от хипохондрия, поради която немощ, съчетана с непрекъснати спекулации по въпросите на неговото изкуство, с течение на времето се оказа толкова дълбок и фиксиран в непрекъсната мисъл, че избягваше разговора на хората, доколкото е възможно, като оставаше сам вкъщи, зает с нищо друго освен с непрекъснатия кръг от мрачни мисли“.

## Стил
Боромини се занимава с математика и самостоятелно усвоява много науки. Има събрана внушителна библиотека. Като следва стила на Римския барок, той винаги предлага необичайни, екстравагантни решения и зад тях често се крият познания от математика и геометрия. Той прави своите композиции, като използва нерационални отношения и необикновени геометри фигури и им придава символно значение.
Боромини е изключително добър чертожник, като неговите скици се отличават от тези на неговите колеги със своята прецизност. Една голяма част от неговите скици и чертежи се намират в колекцията от графики в Албертина във Виена.
Архитектурната му концепция представлява ясна антитеза на универсалистката поетика на неговия опонент Бернини. Боромини притежава изключително архитектурна техника, за разлика от Бернини, който превъзхожда в множество области на изкуството, от скулптура до градоустройство. По подобен начин Бернини е сигурен в собствения си престиж и този на творбите си, докато Боромини рисува неспокойни, трескави, почти неудовлетворени рисунки. 
Основните стилистични данни на стила на Франческо Боромини са използването на беден материал, предпочитанието към ритми, определени върху кривата, вкусът към малкото за разлика от голямото и прецизното внимание към детайла.
Боромини избягва благородните материали в творбите си, които са високо оценени от Бернини, който използва техните тактилни, визуални и хроматични качества. Боромини предпочита тухлени стени, бяла мазилка и щукатури пред мрамор и бронз. Боромини използва лоши, но меки материали, тъй като те нямат присъща стойност, но са облагородени от техническия опит на архитекта. По този начин стойността на архитектурата му се разкрива не толкова в използването на луксозни материали, а в изобретателността на структурните и формални решения. Ето как неговият стил е зареден с изискани и интелектуални конотации, подходящи не за удоволствието на големи маси вярващи, а по-скоро за ограничена и културна публика. Именно поради тази причина, а също и заради трезвия си и умерен характер, Боромини е много търсен от братствата и монашеските ордени, като се противопоставя на Бернини, който вместо това е любимият художник на папския двор.
Освен това в своите творения Боромини се проявява като много чувствителен към променливия и пластичен ритъм на вълнообразните стени, оживени от ритмична последователност от вдлъбнати и изпъкнали линии, в игра на вдлъбнатини и издатини. По този начин се създава криволичещ и неправилен периметър, благодарение на който „окото на зрителя не улавя премерен баланс на масите, широко разпределение на артикулираните пространства, а следва нервната индикация за движение на структурите“. Това също е необходимост, възникнала като следствие от малките и минимални пространства, където Боромини често работи. От това произтича неговата непоносимост към барока и стила на Бернини, който, за да внуши усещане за капацитет и експанзия, дава пример за архитектура, замислена пластично за големи маси от светлина и сянка. Боромини, напротив, постоянно търси максимално пространствено свиване, избягвайки обеми и стенни маси, преувеличавайки стойността на линиите, въвеждайки нови орнаментални мотиви (като волути, свитъци, арабески), усложнявайки оформлението на плановете и обръщайки особено внимание на детайлите на декоративния апарат.
И накрая, сред другите особености на концепцията на Боромини за архитектурата, са видни дързостта на неговите строителни методи (като напр. спиралния фенер на църквата „Сант Иво ала Сапиенца“) и възприемането на абсолютно новаторски растения, получени чрез преплитане на няколко геометрични единици: за тази църква той избира необичаен шестоъгълен план, определен от пресичането на два равностранни триъгълника.

## Основни творби
- 1621 – 1623: интервенции в църквата „Сант Андреа дела Вале“
- 1625 – 1632: интервенции в Палацо Барберини
- 1629: Параклис на тайнството в „Сан Мауро фуори ле Мура“
- 1631 – 1633: завършване на балдахина на Св. Петър, дело на Бернини
- 1634 – 1641: Църква „Сан Карло але Куатро Фонтане“
- 1637 – 1650: Ораторий „Сан Филипо Нери“
- 1637 – 1639: декорация на Параклиса на Троицата в църквата „Санта Лучия ин Селчи“
- 1643 – 1662: Църква „Сант'Иво ала Сапиенца“
- 1645 – 1648: Дворец Памфили
- 1646 – 1667: Дворец „Пропаганда Фиде“
- 1647 – 1650: Базилика „Сан Джовани ин Латерано“ (реконструкция)
- До 1655: Църква „Санта Мария дей Сете Долори“
- 1653 – 1657: Църква „Сант Аниезе ин Агоне“
- 1650 – 1652: интервенции в Дворец „Джустиниани“
- 1650 – 1657: Част от Главния олтар и киворий на църква „Сан Паоло“ в Болоня
- 1653: Галерия на Дворец „Спада“
- 1659 – 1662: Разширение на манастира към църквата „Сант Агостино“
- 1653 – 1665: Църква „Сант Андреа деле Фрате“
- ок. 1660: Параклис „Спада“ в църквата „Сан Джироламо дела Каритà“
- 1667: Църква „Сан Джовани дей Фиорентини“

В Лугано е издигнат модел на църквата „Сан Карло але Куатро Фонтане“ в разрез.
- Ораторий на Филипините. 1637 – 1662
- Църква „Сант Анезе ин Агоне“ на пл. „Навона“. 1653 – 1657
- Сант Аниезе ин Агоне. Интериор
- Църква „Сан Карло але Куатро Фонтане“ в Рим. 1634—1637. Фасадата: 1664—1667. Фотография 1938 г.
- Сан Карло але Куатро Фонтане. Купол
- Палацо Барберини. Стълбище на Боромини. 1629 – 1631
- Църква „Сант Иво ала Сапиенца“. 1642 – 1660
- Църква „Сант Иво“. Купол
- Палацо Барберини. 1629 – 1631
- Палацо Спада. Перспектива на Галерия „Боромини“. 1652 – 1653

## Франческо Боромини в културата
Франческо Боромини е изобразен на лицевата страна на шестата серия банкноти от 100 швейцарски франка, в обращение от 1976 г. до 2000 г. Това решение предизвиква известен спор в Швейцария по това време, започнат от италиано-швейцарския историк на изкуството Пиеро Бианкони. Според него тъй като през 17 век териториите, които стават кантон Тичино през 1803 г., са били италиански владения на някои швейцарски кантони (Кондоминиуми на дванадесетте кантона), Боромини не може да се определи нито като тичинец, нито като швейцарец. Архитектът присъства и на седмата серия, която е резервен брой и никога не е пусната в обращение. Обратната страна на двете серии показва архитектурни детайли от някои от основните му произведения.
Боромини е герой на филма La Sapienza на Юджийн Грийн от 2015 г.
Римският певец и автор на песни Андреа Ра говори за съперничеството между Боромини и Бернини в песента Non sarò il tuo Borromini от 2011 г.